# Sant'Angelo in Formis
Abbediet Sant'Angelo in Formis ligger i den italienske by Sant'Angelo in Formis, som er en del af Capua kommune i provinsen Caserta i regionen Campania. Klosterkirken er viet til ærkeenglen Michael og hæver sig op fra den vestvendte skråning på bjerget Tifata. Den benediktinske basilika er et bemærkelsesværdigt eksempel på romansk arkitektur i Campanien. Den blev bygget over ruinerne af et hedensk tempel for Diana Tifatina (oskisk = "Egetræets Diana"). På de første dokumenter er bygningen benævnt som ad arcum Dianae ("nær ved Dianas bue", hvilket hentyder til, at kirken var bygget på ruinerne af et Dianatempel). Den etymologiske fortolkning af udtrykket in Formis er omdiskuteret: Nogle hævder, at udtrykket er afledt af det latinske forma (= "akvædukt"), hvad der skal henvise til en nærliggende vandledning eller en bjergskråning. Andre mener derimod, at det er en omdannelse af ordet informis (= "formløs" og deraf "åndelig").

## Kirkens historie
Den første kirke var en basilika, som blev opført i den langobardiske periode i slutningen af det 6. århundrede. De pålidelige kilder rækker dog kun tilbage til det 10. århundrede, og de omtaler en kirke på stedet, som Capuas biskop, Peter 1. (925-938), gav til munkene i Monte Cassino, da de ville bygge et kloster på stedet.
Klostret blev opgivet, og i 1065 overdrog Capuas biskop, Hildebrand, det til den normanniske fyrste, Richard 1. I 1072 overlod fyrsten klostret til det netop opførte abbedi i Monte Cassino, som blev ledet af abbed Desiderio (den fremtidige pave Victor III) Det var den samme Desiderio, som forestod renoveringen af basilikaen mellem 1072 og 1087. Han lod den udstyre med rige, malede dekorationer, som for en dels vedkommende stadig pryder basilikaens indre, og han tog ikke hensyn til de arkitektoniske elementer, der stammede fra den hedenske tid.
Kirken viser påvirkning fra den grundidé til et abbedi, som er typisk for Cassino. Det fremgår både af den enkle basilikagrundplan, der afsluttes med tre apsisser, og i den strenghed, der præger rummet og dekorationerne. Man kommer ind i kirken gennem en åben forhal under fem tøndehvælvinger. De spidse buer viser arabisk påvirkning, men de er del af en rekonstruktion af forhallen, som muligvis er sket i den sidste halvdel af det 12. århundrede. Man ved desuden, at basilikaen og særligt forhallen blev genstand for flere ændringer i århundredernes løb, og det har delvist ændret det oprindelige udseende. I forhallen kan man se billeder af den hellige jomfru omgivet af engle og ærkeenglen Skt. Michael. Dem finder man i de to felter over hovedindgangen, hvad der viser græsk indflydelse.
Kirkens indre består af et hovedskib og to sideskibe, adskilt af søjler med korintiske kapitæler. Søjlerne bærer spidse buer, som støtter hovedskibets øverste murværk. Gulvdekorationen er usædvanlig, for den består dels af rester fra en gulvmosaik fra det 11. århundrede, dels af et stenparket fra det gamle romerske Dianatempel. Søjlerne, som bærer skillevæggene mellem hovedskibet og sideskibene stammer også fra det oprindelige tempel.

## Freskomalerierne
Freskerne, som pryder væggene i basilikaen, er eksempler på den byzantinsk-campanske skole, og de er nogle af de bedst bevarede i Syditalien i det 11. århundrede). Man formoder, at de er udført af lokale malere, som fulgte den byzantinske tradition. Billederne i skibet består af en nytestamentlig cyklus, mens sideskibene har billeder af en gammeltestamentlig cyklus. Bagvæggen i den midterste apsis domineres af den velsignende Kristus mellem evangelisternes symboler.

### Temaer og hoveddisposition
- Billedfrisen i hovedskibet: Scener fra Det Nye Testamentes beretning om Kristi lidelseshistorie med bl.a. Korsfæstelsen og Genopstandelsen.
- Billedfriser i sideskibene: Scener fra Det Gamle Testamente med bl.a. Skabelsesberetningen og jødernes udvandring fra Egypten, historierne om Kain og Abel, Noa, Abraham og Isak.
- Billeder i hovedapsis: Kristus på en trone omgivet af symbolerne for de fire evangelister. Neden under ses ærkeenglene Michael, Gabriel og Rafael. Yderst finder man Desiderio og Benedikt af Nurcia.

### Betydning
Disponeringen af scenerne i Sant'Angelo er usædvanlig: Egentlig bliver episoderne fra det gamle og det nye testamente begge fremstillet på hovedskibet (hver på én af skillevæggene, eller rettere på to modsatrettede flader). Denne fremstillingsmåde kan være bestemt af viljen til at fremhæve den kristologiske cyklus i forhold til den gammeltestamentlige: Ligesom Det gamle testamente er en skygge af Det nye, sådan skal de episoder, der illustrerer den, ses i sideskibenes mørke for at forberede betragteren på den afsløring, der omvendt udfoldes i hovedskibets lys.
For en dybere analyse af billedsproget henvises til litteraturlisten.

## Eksterne links
- Kulturelle seværdigheder i regionen Campanien Arkiveret 23. april 2008 hos  Wayback Machine (italiensk)
- Capua stift: Dianatemplet og basilikaen Arkiveret 7. februar 2008 hos  Wayback Machine (engelsk)
- ItaliaMedievale: Middelalderens Italien (italiensk)

41°07′06″N 14°15′38″Ø / 41.118242°N 14.260573°Ø